# Liste der Bodendenkmäler in Balve
Die Liste der Bodendenkmäler in Balve führt die Bodendenkmäler der sauerländischen Stadt Balve auf. 

## Denkmäler
| Nummer | Lage | Beschreibung                                   | Denkmal seit | Bild |
| ------ | --- | ---------------------------------------------- | ------------ | ---- |
| 1      | In der Helle | Balver Höhle                                   | 06.05.1983   |      |
| 1a     | In der Helle | Vorplatz der Balver Höhle                      | 12.08.1983   |      |
| 2      | Am Pickhammer (Gemarkung Balve, Flur 4, Parzelle 254 teilweise, 265 teilweise, ohne Vorplatz, jedoch einschließlich bis zum Bereich des Felsvorsprungs) | Frühlinghauser Höhle                           | 03.07.1984   |      |
| 3      | Eisborn (Gemarkung Eisborn, Flur 4, Flurstück 102 teilweise)                                                                                            | Ziegenhöhle                                    | 20.12.1991   |      |
| 4      | Eisborn (Gemarkung Eisborn, Flur 4, Flurstück 102 teilweise)                                                                                            | Haustadthöhle                                  | 16.12.1991   |      |
| 5      | Eisborn (Gemarkung Eisborn, Flur 4, Flurstück 102 teilweise)                                                                                            | Köttenhöhle                                    | 13.01.1992   |      |
| 6      | Eisborn (Gemarkung Eisborn, Flur 5, Flurstück 2 teilweise)                                                                                              | Leichenhöhle                                   | 26.06.1992   |      |
| 7      | Volkringhausen (Gemarkung Volkringhausen, Flur 4, Flurstück 29)                                                                                         | Burschenhöhle                                  | 15.01.1992   |      |
| 8      | Volkringhausen (Gemarkung Volkringhausen, Flur 4, Flurstück 29)                                                                                         | Landwehr an der Grübecker Straße               | 15.01.1992   |      |
| 9      | Volkringhausen (Gemarkung Volkringhausen, Flur 2, Flurstück 58)                                                                                         | Volkringhauser Höhle                           | 12.12.1991   |      |
| 10     | Volkringhausen (Gemarkung Volkringhausen, Flur 2, Flurstück 65)                                                                                         | Dahlmannhöhle                                  | 12.12.1991   |      |
| 11     | Volkringhausen (Gemarkung Volkringhausen, Flur 1, Flurstück 131)                                                                                        | Karhofhöhlen                                   | 13.01.1992   |      |
| 12     | Volkringhausen (Gemarkung Volkringhausen, Flur 6, Flurstück 33)                                                                                         | Feldhofhöhle und benachbarte Friedrichshöhle   | 12.12.1991   |      |
| 13     | Volkringhausen (Gemarkung Volkringhausen, Flur 4, Flurstück 45)                                                                                         | Burgberg bei Binolen                           | 17.12.1991   |      |
| 14     | Beckum, Schloss Wocklum (Gemarkung Beckum, Flur 11, Flurstück 6) am Wirtschaftsweg Wocklum-Beckum                                                       | Einzeln liegender Grabhügel                    | 14.01.1992   |      |
| 15     | Beckum (Gemarkung Beckum, Flur 12, Flurstück 95 teilweise)                                                                                              | Burgberg bei Wocklum                           | 11.01.1983   |      |
| 16     | Beckum (Gemarkung Beckum, Flur 3, Flurstück 64) am Sportplatz „Zur Hinsel“                                                                              | Grabhügel                                      | 16.12.1991   |      |
| 17     | Beckum (Gemarkung Beckum, Flur 4, Flurstück 585) | Grabhügelgruppe „Nächstenberg“                 | 13.01.1992   |      |
| 18     | Beckum (Gemarkung Beckum, Flur 1, Flurstücke 43 teilweise, 44, 45, 48, 94)                                                                              | Grabhügelgruppe „Steinhardt“                   | 11.02.1992   |      |
| 19     | Garbeck (Gemarkung Garbeck, Flur 8, Flurstück 10, Flur 9, Flurstück 26)                                                                                 | Wälle am Kriegerbrand                          | 23.07.1992   |      |
| 20     | Garbeck (Gemarkung Garbeck, Flur 19, Flurstücke 47, 50, 73 [Weg])                                                                                       | Siedlungsstätte bei Höveringhausen             | 15.09.1992   |      |
| 21     | Mellen (Gemarkung Mellen, Flur 3, Flurstücke 8 und 12)                                                                                                  | Einzeln liegender Grabhügel                    | 13.01.1992   |      |
| 22     | Balve (Gemarkung Balve, Flur 11, Flurstück 36 teilweise)                                                                                                | Einzeln liegender Grabhügel (Brucknerweg)      | 10.01.1992   |      |
| 23     | Garbeck (Gemarkung Garbeck, Flur 14, Flurstück 100) | Einzeln liegender Grabhügel bei Höveringhausen | 12.12.1991   |      |
| 24     | Volkringhausen (Gemarkung Volkringhausen, Flur 6, Flurstück 2)                                                                                          | Landwehr Bäingsen                              | 08.10.1992   |      |
| 25     | Balve (Gemarkung Balve, Flur 6, Flurstück 59) | Einzeln liegender Grabhügel                    | 10.01.1992   |      |